# Подволе
Подволе (пол. Podwole) — село в Польщі, у гміні Моравиця Келецького повіту Свентокшиського воєводства.
Населення — 78 осіб (2011).
У 1975-1998 роках село належало до Келецького воєводства.

## Демографія
Демографічна структура на день 31 березня 2011 року:
|          | Загалом | Допрацездатний вік | Працездатний вік | Постпрацездатний вік |
| -------- | ------- | ------------------ | ---------------- | -------------------- |
| Чоловіки | 39      | 6                  | 29               | 4                    |
| Жінки    | 39      | 2                  | 25               | 12                   |
| Разом    | 78      | 8                  | 54               | 16                   |